# Triacastela
Triacastela település Spanyolországban, Lugo tartományban. Triacastela Samos, Láncara, Becerreá, As Nogais és Pedrafita do Cebreiro községekkel határos. Lakosainak száma 609 fő (2024).

## Közlekedés
A Pontferrada felől Lugo város felé haladó N-VI sz. országos közútról, illetve a vele párhuzamosan haladó A6-os autópályáról Pedrafita do Cebreiro településnél leváló - főleg gyalogosforgalmú, a tulajdonképpeni zarándokút halad át az 1337 méteres tszf. magasságban levő Alto do Poio-hágó-n, érinti a hajdani zarándokkórházat (Hospital) és továbbhalad Triacastela, Sarria, Melide, Burres érintésével Santiago felé.

## Népesség
A település népessége az elmúlt években az alábbi módon változott:
| Lakosok száma | 919  | 839  | 811  | 781  | 756  | 721  | 658  | 641  | 629  | 609  |
|               | 2001 | 2004 | 2007 | 2009 | 2012 | 2014 | 2017 | 2019 | 2022 | 2024 |